# Бамбаєв Володимир Харцхайович
Володимир Харцхайович Бамбаєв (4 вересня 1951, місто Ачинськ Красноярського краю, Російська Федерація) — радянський і російський державний діяч, секретар Калмицького республіканського комітету КПРС, 1-й секретар Калмицького обласного комітету ВЛКСМ. Член ЦК КПРС у 1990—1991 роках. Народний депутат Верховної ради Калмицької АРСР.

## Життєпис
Працював слюсарем-фрезерувальником на Волгоградському тракторному заводі.
У 1971 році закінчив Волгоградський машинобудівний технікум.
У 1971—1973 роках — черговий механік Елістинського пасажирського автотранспортного підприємства № 1, начальник районної інспекції державного страхування в Калмицькій АРСР.
У 1973—1976 роках — завідувач сектору районного комітету ВЛКСМ; голова районного комітету профспілки працівників сільського господарства в Калмицькій АРСР.
Член КПРС з 1975 року.
У 1976—1979 роках — 2-й секретар, 1-й секретар районного комітету ВЛКСМ Калмицької АРСР.
У 1979—1981 роках — секретар партійного комітету радгоспу імені Чапаєва Калмицької АРСР.
У 1981 році закінчив Волгоградський сільськогосподарський інститут.
У 1981—1983 роках — інструктор Калмицького обласного комітету КПРС.
У 1983—1986 роках — 1-й секретар Калмицького обласного комітету ВЛКСМ.
У 1986—1988 роках — 1-й секретар Ікі-Бурульського районного комітету КПРС Калмицької АРСР.
У 1988—1990 роках — секретар Калмицького обласного (республіканського) комітету КПРС з аграрних питань.
У 1989 році закінчив Саратовську Вищу партійну школу.
З грудня 1990 року — президент Асоціації підприємців Калмикії, засновник Асоціації фермерів Калмикії. У 1990-х роках займався бізнесом. Відомий і як калмицький поет.
Брав участь у виборах різного рівня, при цьому суб'єкти висування завжди були різними, а саме: Вільна партії Калмикії та профспілки фермерських господарств, Вибір Росії, Яблуко, Російська партія пенсіонерів за справедливість, Комуністи Росії, Комуністична партія соціальної справедливості, Російська партія свободи і справедливості.
З 2019 року — депутат Елістинських міських зборів Республіки Калмикії шостого скликання на непостійній основі, пенсіонер. 